# Vamos a Tocache
«Vamos a Tocache» es una canción compuesta por el cantautor hispano-peruano Miki González, siendo uno de los temas clásicos de su carrera musical, y que forma parte de su segundo trabajo discográfico de estudio, Tantas veces, publicado en 1987.
Es una de las canciones más destacados del álbum, junto con los temas «Lola» y «Ponte tu vestido» La canción contiene un sample de la canción "Primary", de la banda británica The Cure.

## Historia

### Contexto y análisis sociológico
Tras el éxito que significó su primer álbum debut, "Puedes ser tú", publicado en 1985; Miki González compone su segundo material, al que finalmente tituló, "Tantas veces".
En el momento en que González compuso la letra de esta canción; Perú atravesaba una aguda crisis económica y social, en parte también en ese momento, Tocache era la ciudad del narcoterrorismo. Pues, se agravaban los atentados terroristas por parte de guerrillas armadas como en el caso Sendero Luminoso; durante el gobierno de Alan García.

### Letra
La letra se refiere a que el autor y su banda, debe realizar una gira en la ciudad de Tocache.

## Videoclip
El videoclip oficial fue grabado en esa provincia a mediados de 1987; aunque González, su banda y el equipo de producción, conocían los riesgos de realizar dicha filmación. En ese entonces, la ciudad de Tocache era zona de terrorismo. Sin percance alguno, el video fue realizado en los sectores menos peligrosos de esa ciudad.
En el video, se ve a González interpretando a un locutor de radio, anunciando la llegada de Miki y su banda, para realizar un concierto allí. Las escenas que se utilizaron para ello, fueron Tingo María, el río Huallaga y el Monzón.

## Personal
- Miki González: voz, guitarra (autor)
- Pelo Madueño: batería
- Wicho García: teclados
- Filomeno Ballumbrosio: percusión
- Eduardo Freire: bajo